# Honesto Ongtioco
Honesto Flores Ongtioco (ur. 17 października 1948 w San Fernando) – filipiński duchowny rzymskokatolicki, w latach 2003–2024 biskup Cubao.

## Życiorys
Święcenia kapłańskie otrzymał 8 grudnia 1972 i został inkardynowany do diecezji San Fernando. Pracował w miejscowym seminarium jako m.in. ojciec duchowny oraz rektor. W latach 1987–1992 był wikariuszem w jednej z nowojorskich parafii, zaś od 1992 pracował w Papieskim Kolegium Filipińskim w Rzymie - najpierw jako wicerektor, a w latach 1997-1998 jako przełożony placówki.
8 kwietnia 1998 został prekonizowany biskupem diecezji Balanga. Sakry biskupiej udzielił mu 18 czerwca tegoż roku kard. Jaime Sin.
28 czerwca 2003 został przeniesiony na nowo utworzoną stolicę biskupią w Cubao. Ingres odbył się dwa miesiące później.
4 października 2024 papież Franciszek przyjął jego rezygnację z urzędu biskupa diecezji Cubao. 